# Batalla de Salé
La batalla de Salé se produjo en septiembre de 1260 entre la flota castellana del rey Alfonso X el Sabio y los musulmanes del puerto norteafricano de Salé durante el Sultanato meriní. La ciudad fue ocupada y saqueada durante dos semanas hasta que el sultán meriní Abu Yúsuf Yaaqub ibn Abd al-Haqq la rescató; los castellanos se retiraron incendiándola.
Refiere el gran historiador musulmán Ibn Jaldún que cuando los meriníes fueron llamados por los almohades el gobernador de Salé, Yacoub ben Abdellah el Meriní se rebeló contra su tío, el sultán Abu Yúsuf Yaaqub ibn Abd al-Haqq, entonces en Taza. El sobrino pidió ayuda a Alfonso X, rey de Castilla, y Ruy López de Mendoza, nombrado Almirante de Castilla en 1254, formó una flota para continuar la Cruzada en la costa norte de África, al parecer con la intención de conquistar además Ceuta. Comandaban la tropa también Juan García de Villamayor y Pedro Martínez de Santa Fe. Desde 1250 Salé era un centro estratégico y comercial importante, puerta principal de la costa de Azghar a la región norte de Marruecos, donde se extendía la influencia de los benimerines hacia la conquista de este territorio por el sultán Abu Bakr Ben Abdelhaq.
En la víspera de Eid al-Fitr del año 658 de la Hégira (correspondiente a septiembre del año 1260), treinta y siete barcos de guerra enviados por el rey castellano se situaron frente a la costa de Salé, entonces aún no fortificada. Y el viernes 2 de Shawwal los guerreros castellanos cayeron por sorpresa cometiendo la mayor masacre de la historia de Salé, aprovechando que sus habitantes se hallaban ocupados celebrando los festejos de Eid al-Fitr. Hubo un gran saqueo del que se extrajo mucho botín. Mujeres, niños y ancianos fueron sitiados en la Gran Mezquita y tres mil de ellos fueron capturados y conducidos como esclavos a Sevilla.
Salé se mantuvo durante dos semanas en manos de los castellanos antes de que el sultán meriní Yaacub ben Abdelhaq corriera en su ayuda. Ordenó la ejecución de los soldados españoles que todavía estaban allí, mientras que otros lograron escapar y regresar a la flota tras apurar el saqueo de casas y tiendas e incendiar la ciudad. Nada más liberada, el sultán decidió fortificarla construyendo una muralla al suroeste, frente al río Bu Regreg. Luego, en 1261, se construyó en la pared que da al mar una enorme fortificación penal tristemente llamada برج الدم Borj Adumu ("Torre de las Lágrimas"). Tras el fracaso de la expedición, el almirante de Castilla Ruy López de Mendoza huyó a Portugal por temor a Alfonso X.